# Babati
Babati (también conocida como Babati Town)  es una ciudad en Tanzania,  la capital del distrito y la capital de la región de Manyara. Se encuentra a unos 170 km al sur de la ciudad de Arusha y al norte del lago Babati, que lo convierte en un centro turístico por la abundancia de hipopótamos.
Muy cerca se encuentran el Babatisee y Hanang, la cuarta montaña más alta de Tanzania. De acuerdo con el censo de 2002 Babati tiene 303.013 habitantes. La ciudad es la sede del Sindicato de Maestros de Tanzania (Tanzania Teachers Union).